# Végennes
Végennes – miejscowość i gmina we Francji, w regionie Nowa Akwitania, w departamencie Corrèze.
Według danych na rok 1990 gminę zamieszkiwało 181 osób, a gęstość zaludnienia wynosiła 18 osób/km² (wśród 747 gmin Limousin Végennes plasuje się na 448. miejscu pod względem liczby ludności, natomiast pod względem powierzchni na miejscu 555.).

## Populacja

Populacja Végennes w latach 1962–2008